# Psephellus Group
Psephellus Group è gruppo informale di piante angiosperme dicotiledoni della famiglia delle Asteraceae.

## Descrizione
Le specie di questo gruppo sono piante erbacee annuali e perenni. Normalmente sono prive di spine.
Le foglie lungo il caule sono disposte in modo alterno, hanno una lamina pennatosetta o intera-dentata. La forma può essere da lineare a oblunga. Le foglie in genere non sono decorrenti.
Le infiorescenze si compongono di capolini solitari e eterogami. I capolini sono formati da un involucro a forma da cilindrica a ovoidale composto da brattee (o squame) all'interno del quale un ricettacolo fa da base ai fiori tutti tubulosi. Le brattee dell'involucro, disposte su più serie in modo embricato, sono di vario tipo: quelle esterne sono lanceolate o palmate con appendici colorate; le brattee interne spesso sono scariose. Il ricettacolo normalmente è sericeo.
I fiori sono tutti del tipo tubuloso. I fiori sono tetra-ciclici (ossia sono presenti 4 verticilli: calice – corolla – androceo – gineceo) e pentameri (ogni verticillo ha 5 elementi). I fiori in genere sono ermafroditi e actinomorfi. I fiori esterni eccedenti il capolino in genere sono sterili; la disposizione è radiale con ampi lobi divisi in 5 - 10 subuguali lacinie (Psephellus).
- Formula fiorale:

- /x K {\displaystyle \infty }, [C (5), A (5)], G 2 (infero), achenio

- Calice: i sepali del calice sono ridotti ad una coroncina di squame.
- Corolla: la corolla in genere è colorata di blu o violetto, raramente giallo o altri colori.
- Androceo: gli stami sono 5 con filamenti liberi, glabri e papillosi, mentre le antere sono saldate in un manicotto (o tubo) circondante lo stilo.[10]
- Gineceo: lo stilo è filiforme; gli stigmi dello stilo sono due divergenti (i due rami dello stilo dei fiori bisessuali sono connati e divergenti solo nella parte più alta). L'ovario è infero uniloculare formato da 2 carpelli.

Il frutto è un achenio con pappo. Gli acheni, con forme oblunghe o strettamente ovoidali e lateralmente compressi, sono glabri o raramente pelosi. Il pericarpo dell'achenio è sclerificato; alla sommità l'achenio è provvisto di una piastra dritta. Il pappo (deciduo o persistente) è inserito in un anello parenchimatico sulla piastra apicale e in genere è formato da due anelli di setole variamente pennate (quelle interne sono più lunghe); raramente è formato da una sola serie di scaglie oppure è assente. Gli acheni possiedono elaisomi ed hanno un ilo laterale.

## Biologia
- Impollinazione: l'impollinazione avviene tramite insetti (impollinazione entomogama).
- Riproduzione: la fecondazione avviene fondamentalmente tramite l'impollinazione dei fiori (vedi sopra).
- Dispersione: i semi cadendo a terra (dopo essere stati trasportati per alcuni metri dal vento per merito del pappo – disseminazione anemocora) sono successivamente dispersi soprattutto da insetti tipo formiche (disseminazione mirmecoria).

## Distribuzione
Le specie di questo gruppo si trovano in Europa orientale, Asia occidentale e centrale. Alcune specie si trovano in Egitto.

## Tassonomia
La famiglia di appartenenza di questa voce (Asteraceae o Compositae, nomen conservandum) probabilmente originaria del Sud America, è la più numerosa del mondo vegetale, comprende oltre 23.000 specie distribuite su 1.535 generi, oppure 22.750 specie e 1.530 generi secondo altre fonti (una delle checklist più aggiornata elenca fino a 1.679 generi). La famiglia attualmente (2021) è divisa in 16 sottofamiglie.
La tribù Cardueae (della sottofamiglia Carduoideae) a sua volta è suddivisa in 12 sottotribù (la sottotribù Centaureinae è una di queste).

### Filogenesi
La classificazione della sottotribù Centaureinae rimane ancora problematica e piena di incertezze. Nell'ambito della sottotribù questo gruppo tassonomico informale chiamato provvisoriamente "Psephellus Group", formato dai generi Zoegea e Psephellus è posizionato, da un punto di vista filogenetico, nella zona centrale delle Centaureinae. In precedenza le specie di questo gruppo erano descritte all'interno del gruppo informale "Basal Grade" insieme ai generi Cheirolophus Cass., Crupina (Pers.) DC., Phalacrachena Iljin, Plectocephalus D. Don, Rhaponticoides Vaill., Schischkinia Iljin e Stizolophus Cass. ma anche nel gruppo "Plectocephalus Group". Il gruppo in precedenti studi occupava una posizione più "basale".
Il numero cromosomico delle specie di questo gruppo è: 2n = 30.

### Elenco dei generi
Il gruppo comprende 2 generi e 114 specie:
| Genere                 | N. specie | Distribuzione                                   |
| ---------------------- | --------- | ----------------------------------------------- |
| Psephellus Cass., 1826 | 111 spp.  | Siberia, Caucaso e Asia occidentale             |
| Zoegea L., 1767        | 3 spp.    | Turchia, regione Irano-Turanica e Asia centrale |